# Joe Dumars
Joe Dumars III (Shreveport, Louisiana, 24. svibnja 1963.) umirovljeni je američki profesionalni košarkaš. Igrao je na poziciji bek šutera, a izabran je u 1. krugu (18. ukupno) NBA drafta 1985. od strane Detroit Pistonsa. U svojoj četrnaestogodišnjoj NBA karijeri igrao je samo za Detroit Pistonse s kojima je i osvojio dva NBA prstena te je s Isiahom Thomasom činio jedan od najboljih tandema na vanjskim pozicijama. Umirovio se 1999., a u Kuću slavnih primljen je 2006. godine. Trenutačno je izvršni direktor Pistonsa.

## Rani život
Dumars je rođen u Shreveportu u saveznoj državi Louisiani. Odgojen je u atletskoj obitelji, ali zanimljivo je da ga nije zanimala košarka od malih nogu. Bavio se američkim nogometom sve do treće godine srednje škole, kada je počeo trenirati košarku. Njegov otac napravio mu je koš u dvorištu kako bi Joe mogao vježbati svoj šut. Nakon srednje škole odlučio je pohađati sveučilište McNeese State. Tijekom četiri godine igranja na sveučilištu, Dumars je prosječno postizao 22,5 poena, uključujući i prosjek od 25,8 poena po utakmici na četvrtoj godini sveučilišta. Svoju sveučilišnu karijeru završio je kao jedanaesti strijelac NCAA natjecanja.

## NBA karijera
Izabran je kao 18. izbor NBA drafta 1985. od strane Detroit Pistonsa. Tijekom svoje karijere u Pistonsima, Dumars je igrao na poziciji bek šutera te je osvojio dva NBA prstena. Tijekom NBA finala 1989. protiv Los Angeles Lakersa, Dumars je prosječno postizao 27,3 poena te je zasluženo proglašen najkorisnijim igračem NBA finala. Bio je član "Bad Boysa", a njihova taktika temeljila se na žestokoj obrani dok je Dumars uvijek bio kulturan i smiren igrač. Jednom je izjavio da ga je tijekom njegove karijere najbolje čuvao upravo Michael Jordan. Svoju karijeru završio je sa šest All-Star nastupa i četiri proglašenja u All-Defensive prvu petorku te je postigao 16.401 poen, 4.612 asistencija, 2.203 skoka i 902 ukradene lopte.

## Reprezentacija
Bio je član još jednog Dream Teama koji je na Svjetskom prvenstvu u Kanadi 1994. godine s lakoćom osvojio zlatnu medalju.

## Izvšni direktor Pistonsa
U sezoni 2000./01. Dumars je postao izvršni direktor Pistonsa. U sezoni 2002./03. osvojio je nagradu za izvršnog direktora godine. Svojom mudrošću stvorio je novu momčad Pistonsa s kojom je i osvojio NBA naslov 2004. godine te je ostvario pet uzastopnih nastupa u finalu Istočne konferencije (od 2003. do 2008.) Tom nizu došao je kraj u sezoni 2008./09. kada su ih Cleveland Cavaliersi izbacili u prvom krugu doigravanja rezultatom 4-0.

## Vanjske poveznice
- Profil na NBA.com
- Profil na Basketball-Reference.com
- Profil na Hoopshype.com
- Povijesni profil na NBA.com
- Sažetak karijere na NBA.com